# Abraham Judaeus Bohemus
Abraham Judaeus Bohemus (ur. ? prawdopodobnie na terenie Czech – zm. 1533) – poborca podatkowy, bankier i faktor królewski. W 1512 król Zygmunt I Stary powierzył mu pobór podatków żydowskich na terenie Wielkopolski oraz Mazowsza. W 1514 zgodził się, aby robił to na terenie całej Korony, a w 1518 nadał mu przywilej osiedlenia się w dowolnie wybranym miejscu oraz prowadzenia niczym nie skrępowanej działalności handlowej. Po wycofaniu się ze służby królewskiej osiedlił się we Lwowie, gdzie zajmował się handlem i kredytami.